# Sherrill (New York)
Sherrill è una città degli Stati Uniti d'America situata nello Stato di New York e in particolare nella contea di Oneida.